# CA 19-9
CA 19-9（carbohydrate antigen 19-9）は、マウスモノクローナル抗体NS19-9で認識されるシアリルLea抗原（糖鎖抗原）のこと。腫瘍マーカーの一つ。陽性的中率は低く、単独高値だけで判定は行わない。

## 解説
ある糖鎖はがんで特異的に発現することからこれを測定して腫瘍マーカーとするが、1979年にコプロフスキ( Koprowski )らは、ヒト結腸がん細胞株SW1116をマウスに免疫して（マウスモノクローナル抗体）NS19-9を作成し、このNS19-9で認識される細胞膜糖脂質由来の糖鎖は、Lewisaの糖鎖のN端にシアル酸が結合したモノシアロガングリオシド ( Monosialoganglioside) であることも1982年に解明された。このシアリルLeaの糖鎖抗原がCA19-9である。
CA19-9検査は、血清中のシアリルLea抗原 (sialyl Lewis A：sLea) を測定する検査。

## 臨床応用
日本では、1980年代前半から利用されはじめ、CA19-9は消化器がん（特に膵・胆のう・胆管がん）で陽性率が高いため、診断補助として有効とされるが、大腸がん、肺がん、乳がんなどでも陽性を示すため、CEA、AFPなどのマーカーと併用される。また、抗がん剤治療の効果、再発のモニターとしても使用される。なお、胆石、原発性胆汁性胆管炎症、肝硬変症、慢性肝炎、糖尿病、婦人科などでも上昇し偽陽性を示すことがあるが、値がある一定以上に高ければ通常はがんを疑う理由となる。ただし、ルイス陰性者では型糖鎖からルイスA糖鎖が作れないため当該マーカーは使用できない。
試薬キット間で数値の差が生じるため、つまり医療機関が変わると値が異なる場合がある。また、人間ドックにおける陽性的中率は2.5%程度とする報告がある。